# Salvia aequidens
Salvia aequidens là một loài thực vật có hoa trong họ Hoa môi. Loài này được Botsch. miêu tả khoa học đầu tiên năm 1937.